# Вршна Вас
Вршна Вас (словен. Vršna vas) — поселення в общині Шмарє-при-Єлшах, Савинський регіон, Словенія. 
Висота над рівнем моря: 277,2 м.